# Мотидзуки, Мисато
Мисато Мотидзуки (яп. 望月　京, 31 января 1969, Токио) — японский композитор.

## Биография
Окончила Токийский национальный университет изобразительных искусств и музыки (1992). Поступила в Парижскую консерваторию, училась у Поля Мефано и Эммануэла Нуниша, в 1996—1997 прошла курс электронной музыки у Тристана Мюрая в IRCAM. Живёт во Франции.

## Творчество
Проявляет интерес к биологии, генетике, космологии, вдохновляется идеями Тейяра де Шардена. В настоящее время работает над оперой по двум новеллам Харуки Мураками, премьера намечена на январь 2009 в Люцерне. Выступает также как музыкальный критик и теоретик.

## Произведения
- Rain, steam and speed для скрипки, виолончели и контрабаса (1994)
- One glance in Spiros' backyard для 20 исполнителей (1995)
- Ceneri для меццо-сопрано и 20 исполнителей на стихи У.Сабы 1996)
- All that is including me для бас-флейты, кларнета и виолончели (1996)
- Si bleu, si calme для 16 исполнителей (1997)
- En arcades для кларнета и электроники (1997)
- La chambre claire для 15 исполнителей (1998)
- Intermezzi для подготовленных флейты и фортепиано (1998)
- Au bleu bois для гобоя (1998)
- Camera lucida для симфонического оркестра (1999)
- Chimera для 11 исполнителей (2000)
- Pas à pas для аккордеона и фагота (2000)
- Homeobox, двойной концерт для скрипки, фортепиано и оркестра (2000—2001)
- Noos для симфонического оркестра (2001)
- Ecoute для пяти голосов и световой инсталляции на стихи Бираго Диопа (2002)
- Omega project для камерного ансамбля (2002)
- Moebius-Ring для фортепиано соло (2003)
- Le pas d’après для флейты, гитары и виолончели (2003)
- Ima, koko для оркестра и электроники (2004)
- Cloud nine для оркестра, разделенного на 8 групп (2004)
- Токката для блокфлейты и кото (2005)
- Terres rouges для струнного квартета (2005—2006)
- Silent circle для флейты, кото и 6 исполнителей (2006)
- Etheric blueprint для 9 инструментов и электроники (2006)
- Le fil blanc de la cascade, музыка к немому фильму К.Мидзогути (2006—2007)
- Le labyrinthe de la raison, музыка к немому фильму Мана Рэя (2007)
- Insula Oya для симфонического оркестра (2007)
- L’heure bleue для камерного оркестра (2007)
- Nigredo — hommage à Robert Schumann для симфонического оркестра (2009—2010)
- Misubi для симфонического оркестра (2010)
- Concertino для блокфлейт, клавесина и струнного ансамбля (2010)

## Исполнители
Произведения исполняли Филармонический оркестр Французского радио, симфонический оркестр радио Саарбрюккена, Филармонический оркестр Монте-Карло, Токийский симфонический оркестр, симфонический оркестр NHK, симфонический оркестр Киото, Klangforum Wien, Ensemble Itinéraire, Ictus Ensemble, струнный квартет Диотима, Т.Лархер и др.

## Признание
Премия Акутагавы (2000), премия музыкального фестиваля в Брюсселе (2002), Государственная премия Японии (2003) и другие награды.